# Bala encamisada

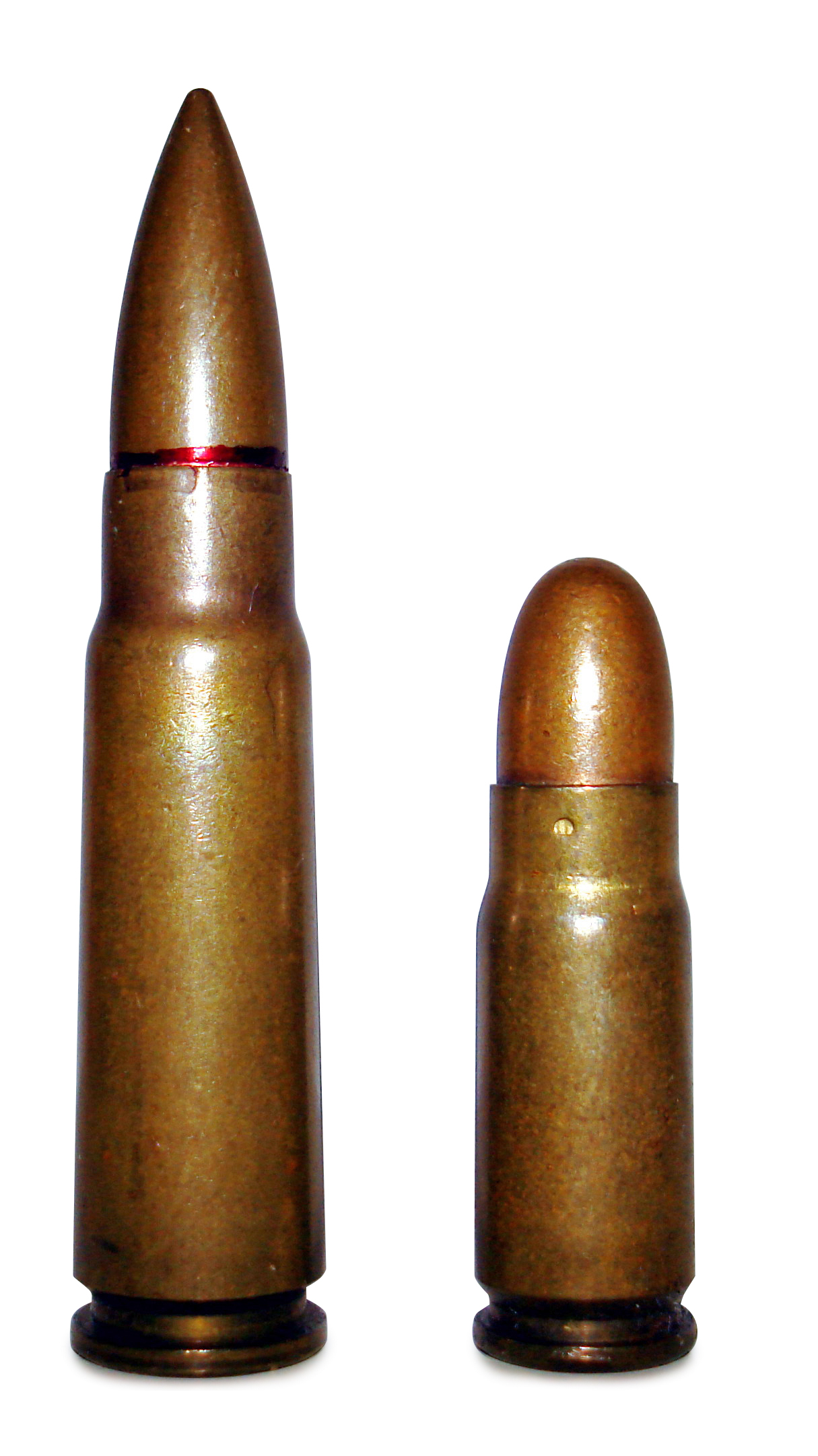
Dos cartuchos que montan balas FMJ: 7,62 x 39 con bala "Spitzer" para fusil de asalto y 7,62 x 25 Tokarev con bala de punta redonda, para pistola y subfusil.

La bala encamisada o full metal jacket (FMJ) es una bala con un núcleo blando, típicamente de plomo, encamisado por una ojiva de metal más duro, como puede ser el cuproníquel o el acero. El encamisado permite una velocidad de salida más alta a la vez que evita dañar el ánima. 
Fueron desarrollados a principios de la década de 1880, basados en la invención del coronel suizo Eduard Rubin 1884 y se convirtieron en la munición estándar para el fusil Schmidt-Rubin.